# Zwanenburgwal
Le Zwanenburgwal est un canal de la ville d'Amsterdam. Il est situé à l'est de l'arrondissement de Centrum (dans le Lastage) et relie le Sint Antoniesluis à l'Amstel. Son tracé est parallèle à celui du Kloveniersburgwal. Jusqu'à la fin du XVIe siècle, le quartier situé entre le Kloveniersbrugwal et le Zwanenburgwal était connu comme « l'espace situé hors des limites de la ville vers l'Amstel ». Il fut consolidé dans la ville en 1593. Le Zwanenburgwal portait initialement le nom de Verversgracht (« canal des teinturiers »), en référence aux nombreux teinturiers qui y faisaient sécher leurs étoffes. Cette appellation a été conservée dans la Verversstraat située à proximité.
Le marché aux puces de Waterlooplein se tient en partie le long du Zwanenburgwal. Le Stopera, qui regroupe la mairie de la ville et le Muziektheater a été construit au croisement entre le Zwanenburgwal et l'Amstel. Cette placette accueille également le Joods Verzetmonument (« Monument de la résistance juive »), qui commémore les actes de résistance des juifs durant la Seconde Guerre mondiale. Un buste de Baruch Spinoza, réalisé par l'artiste Nicolas Dings (nl) se trouve à proximité. L'Icosaèdre qui l'accompagne est censé représenter la pensée du philosophe.
Parmi les anciens résidents les plus célèbres du canal, on peut citer les peintres Rembrandt, Karel Appel, Nicolaes Eliaszoon Pickenoy, Salomon Meijer et Cornelis van der Voort, le philosophe Baruch Spinoza, l'architecte Michel de Klerk, l'écrivain Arend Fokke Simonsz ou encore le leader communiste Paul de Groot. Rembrandt habita et travailla dans la maison de Hendrick van Uylenburgh à l'angle de Zwanenburgwal et Jodenbreestraat de 1631 à 1635. En 1639, il fit l'acquisition du bâtiment adjacent, devenu le Musée de la maison de Rembrandt.

## Histoire

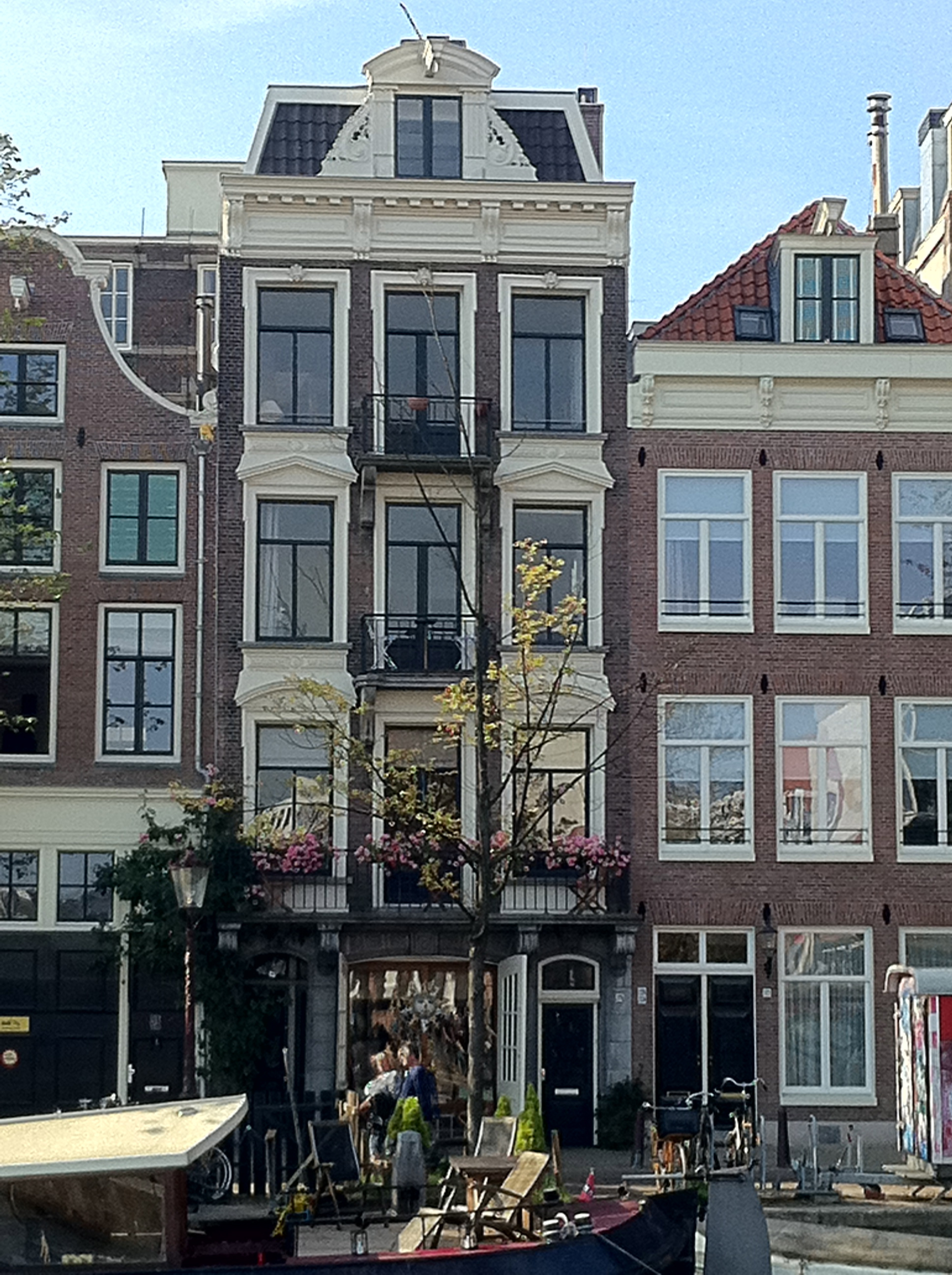
Bâtiments bordant le canal.

À l'origine, le canal constituait un bras de l'Amstel qui fut creusé au début du XVIe siècle jusqu'à l'actuel Oudeschans pour faire partie du système de fortification de la ville. C'est à cet endroit que la Sint Antoniesdijk fut détruite et que l'écluse Sint Antoniesluis fut installée. L'ancienne porte de la ville qui se trouvait là fut alors déplacée au bout de Jodenbreestraat. Au cours de la construction du Zwanenburgwal, une partie de l'Amstel fut également asséchée. La partie situé à l'ouest du nouveau canal prit le nom de Zwanenburg tandis que l'autre partie prit le nom de Vlooienburg.
Avec l'arrivée d'un nombre important de Juifs de l'ensemble de l'Europe à la fin du XVIe siècle et au début du XVIIe siècle, le Zwanenburgwal se retrouva au milieu du Jodenbuurt (quartier juif)  d'Amsterdam. Jusqu'en 1936, une synagogue se trouvait le long du canal. En 1656, un orphelinat fut construit sur Vlooienburg, à l'emplacement actuel du Stopera, puis fut détruit au XIXe siècle.
Au cours de la Seconde Guerre mondiale, de nombreux habitants juifs du Raamgracht furent déportés dans les camps de concentration où beaucoup périrent. De nombreuses maisons du quartier de retrouvèrent ainsi inhabitées. En outre, nombre d'entre elles brûlèrent durant un incendie au cours de l'hiver 1944.